# Radio Fides
Radio Fides és l'emissora radiofònica boliviana que pertany a la Companyia de Jesús. Va ser fundada el 2 de febrer de 1936. És la primera radio catòlica jesuïta de Bolívia i Iberoamèrica.
Fins a 1955, la seva programació estava integrada per música selecta, informació internacional de la BBC, espais educatius i programes religiosos. Va ser en 1955 quan Fides, amb la finalitat de captar una major audiència, va decidir difondre música popular durant la seva programació i, en 1956, va iniciar la seva labor periodística incloent informatius propis. Entre 1972 i 1978, durant el règim de dictadura, Ràdio Fides era escoltada per la població de nivell socioeconòmic mig-alt i els seus noticiaris eren considerats altament creïbles i imparcials. El seu director, José Gramunt, presentava la nota editorial de l'emissora sota el rètol "Es O No Es Verdad?". En 1980, Eduardo Pérez Iribarne, qui llavors era el cap de premsa, va impulsar la transformació de Radio Fides en convertir-la en un mitjà de comunicació "avantguardista", antioficialista i contestatari, davant el sorgiment d'una demanda popular per acabar amb l'era de dictadura.
El 17 de juliol de 1980 forces paramilitars van irrompre als estudis de Fides destruint, a punta de metralladores, totes les instal·lacions i sotmetent al personal a interrogatoris per a donar amb el parador d'Eduardo Pérez Iribarne amb la intenció de matar-lo. Al no obtenir la informació de boca dels treballadors, els paramilitars van abandonar l'emissora, sense saber que un dels que integrava el grup d'interrogats era, precisament, Eduardo Pérez.
La democràcia es va reinstaurar a Bolívia en 1982 i, en 1986, Gramunt va cedir la direcció de l'emissora a Eduardo Pérez Iribarne. A partir de llavors, Fides va experimentar diverses transformacions. La principal va ser convertir-se en una difusora popular, solidària i promotora de la recuperació de l'Opinió Pública, prestant els seus micròfons a l'audiència, permetent la seva participació.
En 1990, Ràdio Fides, després d'un intens procés de recerca de mercat, va desenvolupar una estratègia científica, renovant la seva programació, ampliant la difusió de música folklòrica, incloent espais d'entreteniment, facilitant la lliure expressió de l'audiència, implementant campanyes de beneficència i ajuda social, potenciant el seu equip periodístic, cobrint la informació de manera immediata i convertint Eduardo Pérez Iribarne (Sacerdot Jesuïta), en un "Líder d'Opinió". Tot això va convertir Fides en la ràdio difusora més sintonitzada de tota Bolívia. A finalitats dels anys 90, Fides va començar un procés d'expansió, instal·lant emissores autònomes en diverses regions del país, donant origen al "Grup Fides".